# إد (إرتريا)
إد أو إدي مدينة إرترية ساحلية وميناء تقع على الطريق الذي يربط مدينتي عصب ومصوع. حاول الاستعمار الفرنسي السيطرة على المنطقة لكنه سريعا ما زال. وجلّ سكانها اليوم من العفر.

## التاريخ
في 12 سبتمبر 1840 اشترى تاجران فرنسيان موقع إد بمبلغ عشرة آلاف فرانك،. ثم باعوها بمبلغ خمسة وعشرين ألف فرانك لقنصل فرنسا في مصوع سنة 1850م. وأخيرا اشتراها تاجر من مارسيليا بمبلغ خمسين ألف فرانك سنة 1857. ولم ينشئ أي من تلك «الملّاك» مؤسسات هناك. واقترح المالك الأخير بيع الموقع للحكومة الفرنسية التي بعثت من يعاينه، واختارت أخيرا شراء مقاطعة أخرى مجاورة لمصوع تسمى زولا. وبيعت إد سنة 1866 بمبلغ 5834 جنيها مصريا لخديوي مصر. فاحتل المصريون الموقع لفترة قصيرة.
وبحسب ستانيلاس روسل، ضمت إد سنة 1860 ما بين ستة وثمانية آلاف نسمة.
ولفت القبطان الإيطالي فيتوريو بوتيغو سنة 1891 إلى وجود مسجدين في إد، وزوارق مدفعية تابعة للإنجليز.
وفي مطلع القرن العشرين، بحسب المدون أنري دو مونفريد، كان في المدينة مسجدين ومائة دار. وروى أن « أهل إد قرباء من الصوماليين » مما يدل على وفود مهاجرين من قبيلة ورسنقلي في تاريخ غير محدد.